# Podolia (tỉnh của Ba Lan)
Tỉnh Podolia (tiếng Ba Lan: Województwo podolskie, tiếng Ukraina: Подільське воєводство) hay Palatinate Podolia là một đơn vị hành chính và chính quyền địa phương ở Vương quốc Ba Lan, từ năm 1434 đến năm 1793, ngoại trừ thời kỳ Ottoman chiếm đóng (1672–1699), khi khu vực này bị được tổ chức với tên gọi tỉnh (eyalet) Podolia. Cùng với tỉnh Bracław, tỉnh này hình thành nên vùng Podolia, thuộc miền Tiểu Ba Lan của Vương quốc Ba Lan. Thủ phủ của tỉnh là Kamianets-Podilskyi, nơi diễn ra các phiên sejmik địa phương và cũng là nơi đặt trụ sở của starosta.
Tỉnh được thành lập vào năm 1434 từ Công quốc Podolia trước đây, nơi này trở thành một phần của Vương quốc Ba Lan vào nửa sau của thế kỷ 14. Sau khi phân chia Ba Lan lần hai, tỉnh bị Đế quốc Nga chiếm được, họ thành lập tỉnh Podolia vào năm 1793. Ngày nay khu vực này thuộc về Ukraina.

## Tổng quan
Zygmunt Gloger trong sách Địa lý lịch sử của vùng đất Ba Lan cũ đưa ra một mô tả chi tiết về tỉnh Podole:

Vào thời cổ đại, Podole là vùng đất biên viễn của các khu định cư lâu dài của người Slav, phía sau là thảo nguyên, nơi sinh sống của các bộ lạc du mục. Khoảng cách gần gũi với các bộ lạc man di này khiến người Slav không thể tận dụng hết Podole, vùng đất đẹp nhất và giàu có nhất trong tất cả các vùng đất của người Slav (...) Trong nhiều năm, biên giới của Podole không được xác định. Tỉnh này bị người Tatar chiếm giữ vào thế kỷ 13. Tiếp đó, họ bị người Litva đuổi đi, thế lực này đụng độ với Ba Lan ở đây vào giữa thế kỷ 14. Podole năm 1352 bị chiếm bởi Algirdas, và năm 1396 Vua Wladyslaw Jagiello đặt vùng đất này dưới quyền Spytek xứ Melsztyn. Sau đó, Podole được cai trị bởi Svitrigaila, và cuối cùng vào năm 1434, Sejm đã thành lập tỉnh Podole, bổ nhiệm Piotr Odrowaz là thống đốc đầu tiên. Tuy nhiên, Đại công quốc Litva vẫn tiếp tục tuyên bố chủ quyền vùng đất này, và cuộc xung đột kết thúc vì Liên minh Lublin năm 1569 (...) Nếu không có hàng nghìn gia đình szlachta của Ba Lan, những người đã định cư ở đây từ thế kỷ 14, Podole sẽ vẫn là một thảo nguyên hoang vắng (...)
Ranh giới của tỉnh mới như sau: ở phía tây bắc giáp huyện Trembowla của tỉnh Ruthenia, ở phía bắc giáp tỉnh Volhynia, trong khi ở phía đông giáp tỉnh Braclaw. Toàn bộ biên giới phía nam và tây nam chạy dọc theo các sông Dniestr và sông Stypa (...) Trong những năm đầu thành lập, tỉnh Podole có một số huyện nhỏ nằm xung quanh các lâu đài hoàng gia. Vào thế kỷ 15, có các huyện Skala Podolska, Smotrycz, Bakota, Latyczow, Miedzyboz, Chmielnik, Zinkow, and Bar. Cuối cùng, vào năm 1542, chỉ có ba huyện được thành lập, tại Czerwonogrod, Kamieniec và Latyczow (...)
Vào thế kỷ 16, tỉnh Podole có 37 thị trấn và theo điều tra dân số năm 1578, có 650 ngôi làng. Đến năm 1583, số lượng làng giảm xuống chỉ còn 434 do các cuộc đột kích liên tục của người Tatar Krym. Tỉnh cũng có 35 lâu đài và pháo đài (...)
Tỉnh Podole có ba thượng nghị sĩ: giám mục, thống đốc (voivode) và castellan cuat Kamieniec. Starosta địa phương cũng sử dụng danh hiệu "Tướng quân của các vùng đất Podolia", cai quản hai thị trấn là Kamieniec và Latyczow. Ngoài ra còn có các starosta tại Czerwonogrod, Bar, Chmielnik, Kopajgrod, Mukarow, Ploskirow và những nơi khác. Các phiên sejmik diễn ra tại Kamieniec, nơi sáu đại biểu của Sejm được bầu, cũng như hai đại biểu của Tòa án Tiểu Ba Lan tại Lublin (...) Tỉnh Podole có hai thẩm phán biên giới, họ hợp tác với các quan chức của chính phủ Ottoman, giải quyết các xung đột biên giới.

## Chính phủ
Thống đốc tỉnh (voivode) có trụ sở:
- Kamieniec Podolski

Đại hội đồng (sejmik generalny) cuat toàn thể các vùng đất Ruthenia
- Sądowa Wisznia

Hội đồng khu vực (sejmik poselski i deputacki) có trụ sở:
- Kamieniec Podolski

## Hành chính
- Huyện Kamieniec (Powiat Kamieniecki),  Kamieniec Podolski
- Huyện Czerwonograd (Powiat Czerwonogradzki),  Czerwonogród
- Huyện Latyczów (Powiat Sanocki),  Latyczów

## Voivode
- Michał Buczacki (Nhà Buczacki)
- Michał Mużyło Buczacki
- Stanisław Odrowąż (từ 1535)
- Mikołaj Mielecki (từ 1569)
- Tomasz Zamoyski (từ 1618)
- Marcin Krasicki (1630–1632/1633)
- Marcin Kazanowski (1632/1633–1636)
- Stanisław "Rewera" Potocki (1636–1653)
- Seweryn Rzewuski